# Giuseppe Bignoli
Giuseppe Bignoli, detto Bagonghi (Galliate, 13 gennaio 1892 – Galliate, 6 settembre 1939), è stato un circense italiano.

## Biografia
Terzo ed ultimo terzo figlio di Carlo e Giovanna Martelli, dopo due fratelli di statura normale, era affetto da nanismo raggiungendo  un'altezza di 75 centimetri. Nel 1905 lasciò Galliate insieme al circo equestre di Aristodemo Pellegrini. 

## Il soprannome e gli anni del successo
Assunse - portandolo al successo - il soprannome Bagonghi, nome di un clown e cavallerizzo del circo Gulillame, morto nel 1908, e tipico dei nani da circo. Dopo Bignoli, il nomignolo sarà definitivamente associato alla persona del cavallerizzo di Galliate, non venedo più utilizzato da altri. A 17 anni diventò il più piccolo cavallerizzo del mondo. Lavorò presso i maggiori circhi equestri d'Italia, d'Europa e degli USA, tra cui il Wirt Brothers Circus, il Rancy, Schumann (Germania), il Ringling Bros. e Barnum & Bailey Circus. Negli Stati Uniti rimase per il resto della carriera, partecipando a moltre tourneé internazionali. Si sposò - con un matrimonio di breve durata - con Irene Thompson. 

## Il ritiro dall'attitività e gli ultimi anni
Si ritirò dall'attività nel 1926, a 34 anni di età, tornando a Galliate, abbastanza ricco da farsi costruire una casa a propria misura su quella che era la propria casa familiare, e un'automobile Fiat coi comandi al volante, con la quale si recava a Novara e al Ticino. Se si trovava a Galliate in occasione delle feste che si tenevano nella sala da ballo in Castello, il Bagonghi partecipava, "con commozione generale" dei presenti, entrando in sala in sella al suo cavallo bianco.
Negli anni Trenta Bignoli era diventato talmente famoso che, sarcasticamente, Giuseppe Bastianini lo propose a Galeazzo Ciano come nuovo segretario del Partito Nazionale Fascista (con questa battuta, il gerarca perugino intendeva dileggiare l'idea di Starace secondo cui un uomo politico deve fare carriera anche in base alle sue abilità acrobatiche).
Il 6 settembre 1939 si recò presso il Ticino, tra Galliate e Turbigo e col suo sandolino volle provare un passaggio tra i due pilastri centrali del ponte, dove l'acqua scorre creando mulinelli veloci. Travolto dalla corrente, il sandolino si capovolse e "Bagonghi", nonostante fosse un abile nuotatore, morì annegato.